# Мествиришвили, Мириан Алексеевич
Мириа́н Алексеевич Мествиришвили (15.06.1934 — 28.10.2016) — российский физик, член-корреспондент АН Грузинской ССР (1988), лауреат Ленинской премии (1986).
Родился в Курдгелаури (район Телави).
Окончил физический факультет Тбилисского государственного университета (1958, первые 3 курса учился на химическом факультете) и его аспирантуру (1961).
В 1964 году защитил кандидатскую, в 1971 году — докторскую диссертацию.
Работа:
- 1961—1964 главный научный сотрудник Института кибернетики АН Грузинской ССР;
- 1964—1970 младший научный сотрудник Лаборатории теоретической физики ОИЯИ, Дубна;
- 1970—1986 старший научный сотрудник, с 1971 зав. лабораторией Института физики высоких энергий, Серпухов;
- 1986—2016 старший, с 1991 главный научный сотрудник Института теоретических проблем микромира имени Н. Н. Боголюбова МГУ;
- 1 июля — 27 октября 2016 МГУ имени М. В. Ломоносова, Физический факультет, Отделение экспериментальной и теоретической физики, Кафедра квантовой статистики и теории поля, главный научный сотрудник.

Профессор по специальности Теоретическая и математическая физика с 23 сентября 1983 г.
Книги:
- 1989 The Relativistic Theory of Gravitation. Logunov A.A., Mestvirishvili M.A. Mir Publishers Moscow
- 1989 Релятивистская теория гравитации. Логунов А.А., Мествиришвили М.А. Наука Москва, 304 с.
- 1987 Релятивистская теория гравитации. Логунов А.А., Лоскутов Ю.М., Мествиришвили М.А. Изд-во МГУ Москва, 50 с.
- 1985 Основы релятивистской теории гравитации. Логунов А.А., Мествиришвили М.А. Изд-во МГУ Москва, 204 с.

Ленинская премия 1986 года — за цикл работ «Инклюзивные процессы в сильных взаимодействиях элементарных частиц высоких энергий и открытие масштабной инвариантности в этих процессах».
За разработку новых представлений о пространстве-времени и гравитации вместе с академиком Анатолием Алексеевичем Логуновым в 2001 году удостоен Ломоносовской премии 1-й степени.